# 克萊兒·德尼
克萊兒·德尼（法語：Claire Denis，法語發音：[dəni]；1946年4月21日—）是法國電影導演與編劇。

## 生平
克萊兒·德尼出生於法國巴黎，但她在法屬非洲成長，跟隨擔任公務員的父親，他們一家住過布吉納法索、喀麥隆、法屬索馬里蘭與塞內加爾；她在14歲時與母親、妹妹搬回法國定居。由於童年的西非經驗，她後來在許多作品中處理非洲的殖民與後殖民議題。
1988年，她完成首部長片《巧克力》，片中半自傳地觸碰到非洲殖民議題，進入第41屆坎城影展正式競賽單元；另外她也以《無恐無懼》(1990)、《心之潛蝕》(2004)與《白鬼子》(2009)三度獲選為威尼斯影展正式競賽片。其影片《军中禁恋》(1999)入选柏林影展。2022年，她以《帶著愛與決心》獲選為第72屆柏林影展正式競賽片，並獲得最佳導演銀熊獎。

## 電影作品

### 劇情長片
- 1988年：《巧克力（法语：Chocolat (film, 1988)）》（Chocolat）
- 1990年：《無恐無懼》（S'en fout la mort）
- 1994年：《難以入眠》（J'ai pas sommeil）
- 1996年：《不知不覺愛上你》（Nénette et Boni）
- 1999年：《軍中禁戀》（Beau Travail）
- 2001年：《此恨綿綿無絕期》（Trouble Every Day）
- 2002年：《荒唐週五夜》（Vendredi soir）
- 2004年：《心之潛蝕（法语：L'Intrus (film, 2004)）》（L'Intrus）
- 2008年：《巴黎日和》（35 rhums）
- 2009年：《白鬼子》（White Material）
- 2013年：《一窩爛貨》（Les Salauds）
- 2017年：《我心渴望的陽光》（Un beau soleil intérieur）
- 2018年：《黑洞迷情》（High Life）
- 2022年：
  - 《愛我還是愛他》（Avec amour et acharnement）
  - 《烈愛灼星（英语：The Stars at Noon (film)）》（The Stars at Noon）

### 紀錄片
- 1989年：《不會跑的男人》（Man No Run）
- 1990年：《守護者：德尼X希維特》（Jacques Rivette, le veilleur）
- 2005年：《影舞者瑪德》（Vers Mathilde）

## 外部連結
- 克萊兒·德尼在互联网电影资料库（IMDb）上的資料（英文）
- 克萊兒·德尼在豆瓣上的资料（简体中文）